# Большая Озёрная улица
Больша́я Озёрная улица — улица в Выборгском районе Санкт-Петербурга. Проходит от Поклонногорской до Елизаветинской улицы, севернее которой переходит в Староорловскую улицу.

## География
Улица расположена в муниципальном округе Шувалово-Озерки.

## История
Название возникло в 1880-е годы.
Когда в 1876—1877 годах часть имения Шуваловых, владевших землями в местности, известной как Шувалово — Озерки было продано владельцами под организацию дачных участков и проведена планировка улиц, Большая Озёрная и Елизаветинская были главными магистралями нового дачного массива и, в отличие от остальных дорог, с самого начала были обустроены: замощены и освещены.
В справочнике «Петербург в названиях улиц» указано, что до 1964 года часть нынешней Большой Озерной улицы от Поклонногорской до Малая Озёрной называлась Троицкой (по находящейся там церкви), или иногда — Озёрной.

## Достопримечательности
- Троицкая церковь (дом 27) — с 1962 года в ней находится Дом молитвы Евангельских христиан-баптистов на Поклонной горе. Памятник регионального значения. Годы постройки: 1898, 1900—1904, 1980—1982 гг., гражданские инженеры А. С. Тиханов, П. П. Трифонов, архитектор А. И. Носалевич (часовня), В. Б. Бухаев (зал для собраний).
- Белый Замок (дом 31) — частная резиденция, жилая усадьба.
- Дача Андреева — Большая Озёрная улица, 35. Годы постройки: 1891, 1900, архитектор Д. Д. Соколов. Памятник архитектуры регионального значения
- Большая Озёрная, 36 — богато украшенный резьбой деревянный жилой дом дореволюционной постройки[3]
- Жилой дом Ф. А. Теленкова — Большая Озёрная, 54. Годы постройки: 1903, 1914. Выявленный памятник архитектуры.
- Здание гимназии для детей обоего пола Общества распространения среднего и низшего образования — Большая Озёрная, 60. 1913 год, техник Н. В. Васильев. Выявленный памятник архитектуры.
- Объекты железнодорожной станция «Озерки» (здания по адресу Большая Озёрная, 68):
  - Здание вокзала (руинированный памятник регионального значения 1902 года постройки — деревянная часть сгорела в 1993 году). Архитектор Б. Гранхольм
  - Служебный корпус, 1902 год, архитектор Б. Гранхольм.
- Институт специальной педагогики и психологии им. Рауля Валленберга (дом 92)[4].
- Также на Большой Озерной располагалась дача лейб-окулиста Н. И. Тихомирова. Архитектор К. И. Тихомиров[бел.] совместно с С. И. Тихомировым. Дача их общего брата, лейб-окулиста Н. И. Тихомирова в Озерках. Располагалась на Б. Озёрной[2]
- По соседству на этой же улице находилась дача тайного советника Владимира Николаевича Тукмачёва, построенная также по проекту К. И. Тихомирова[бел.][2][5]

Улица проходит вдоль Верхнего и Среднего Суздальских озёр.

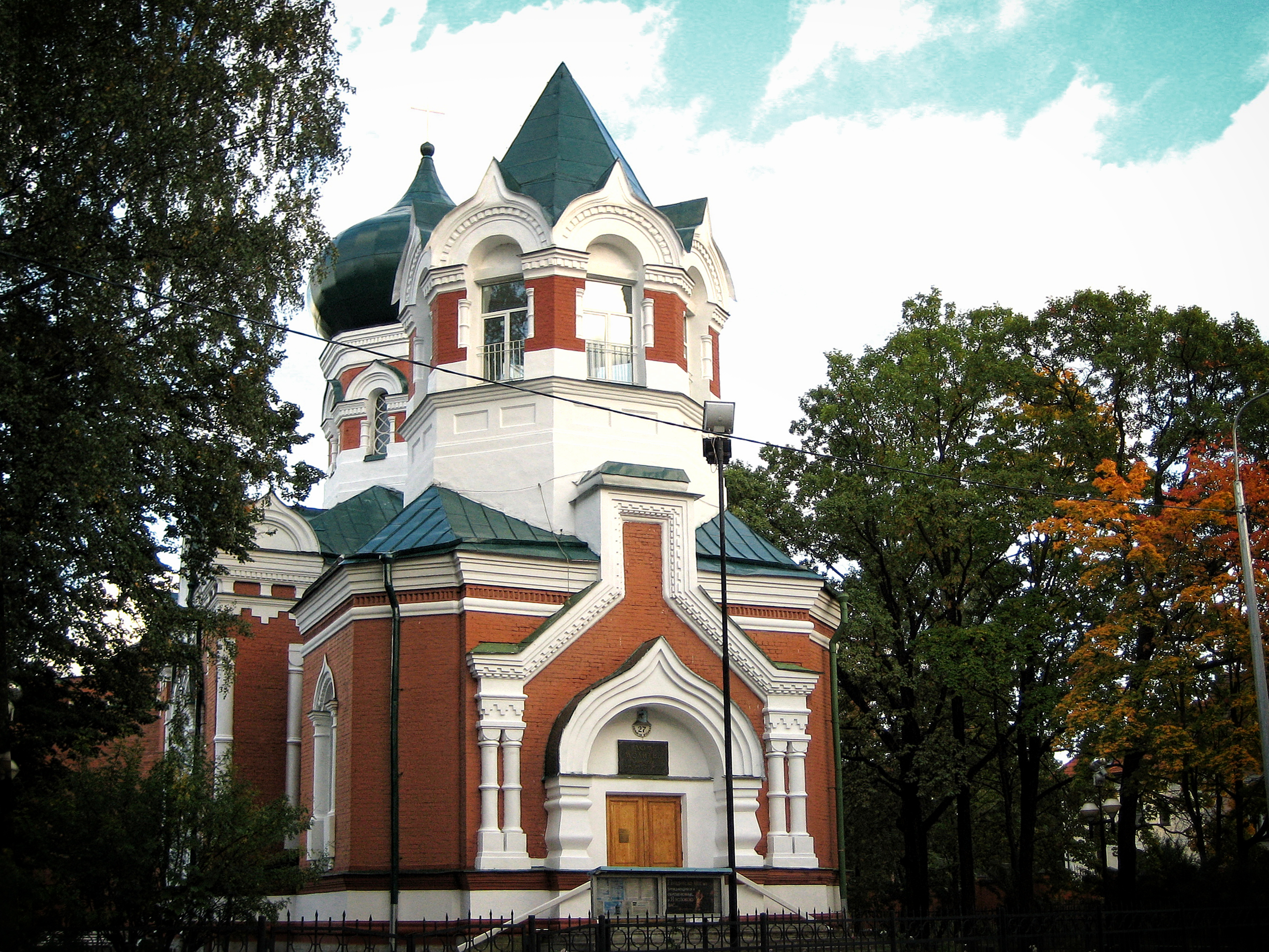
Церковь Святой Живоначальной Троицы
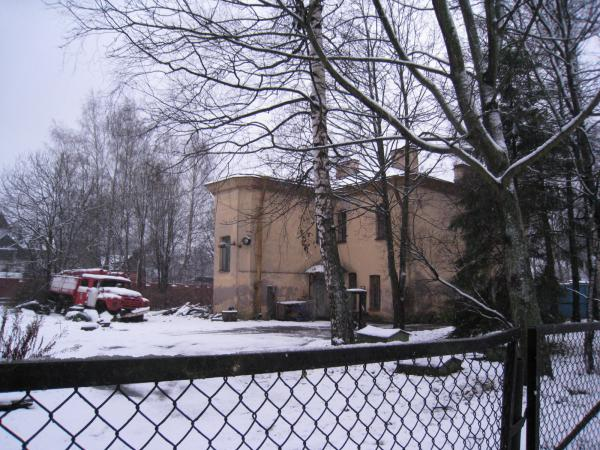
Дача Андреева
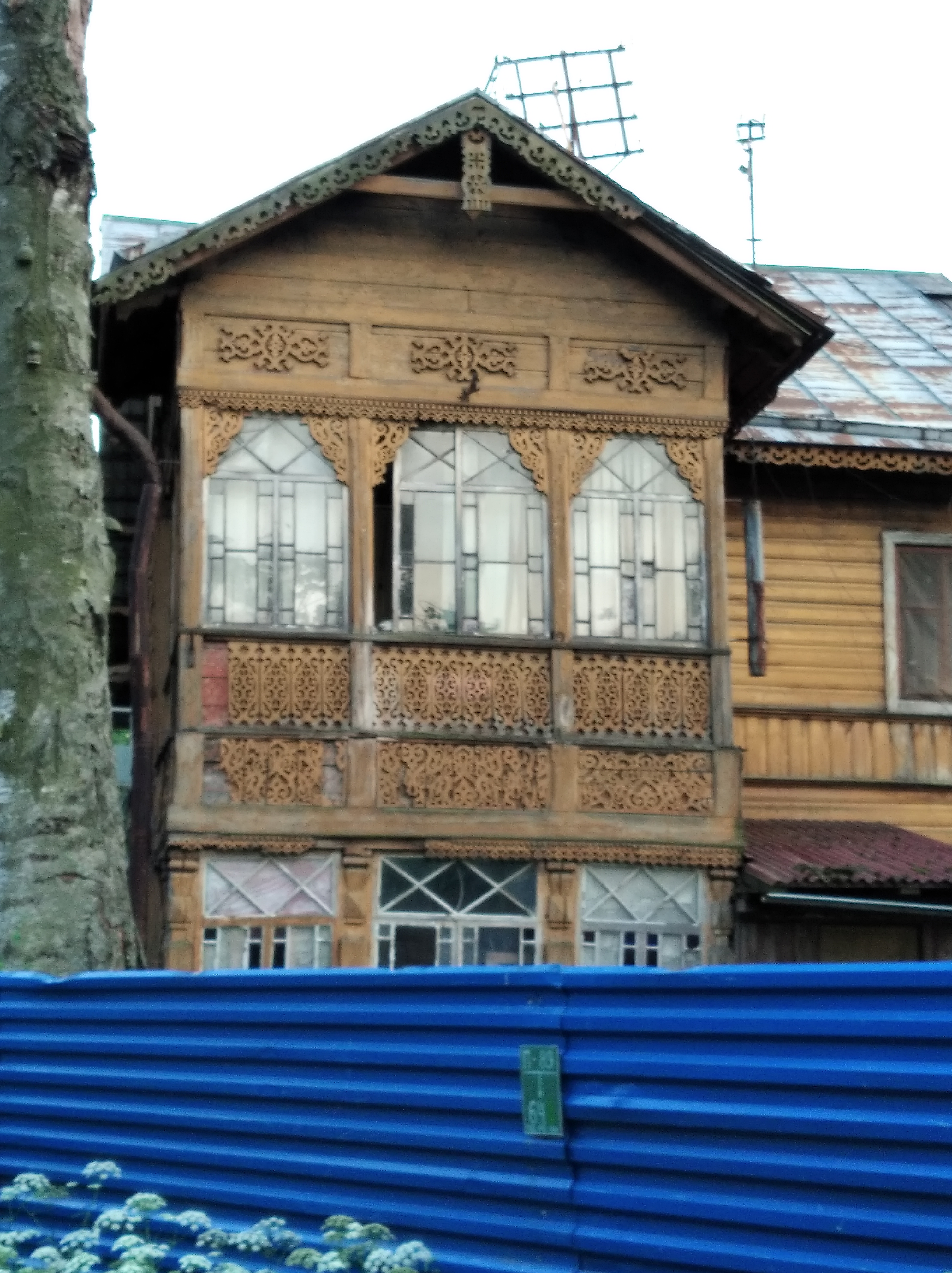
Большая Озёрная ул., 36
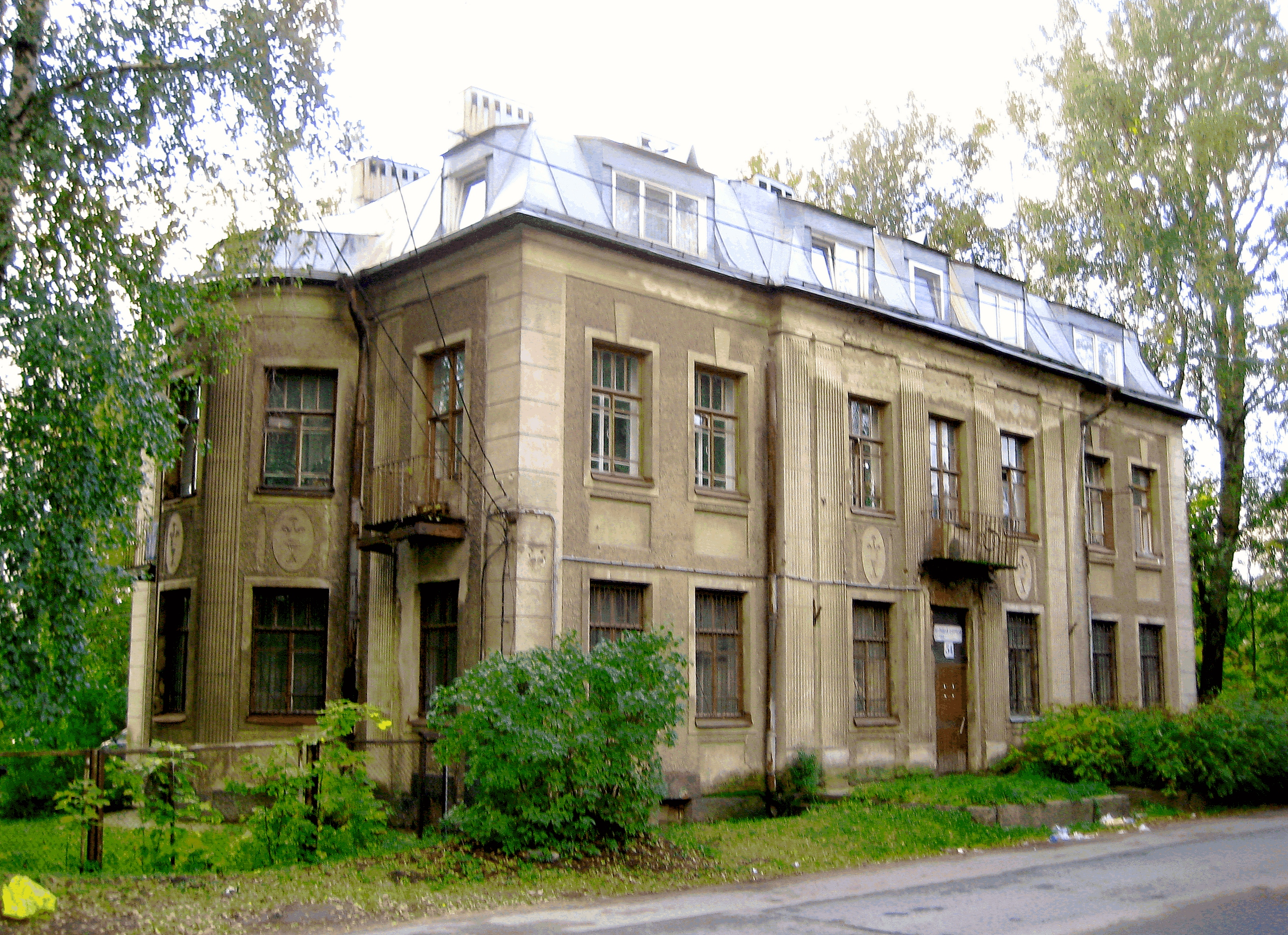
Дом Ф. А. Теленкова
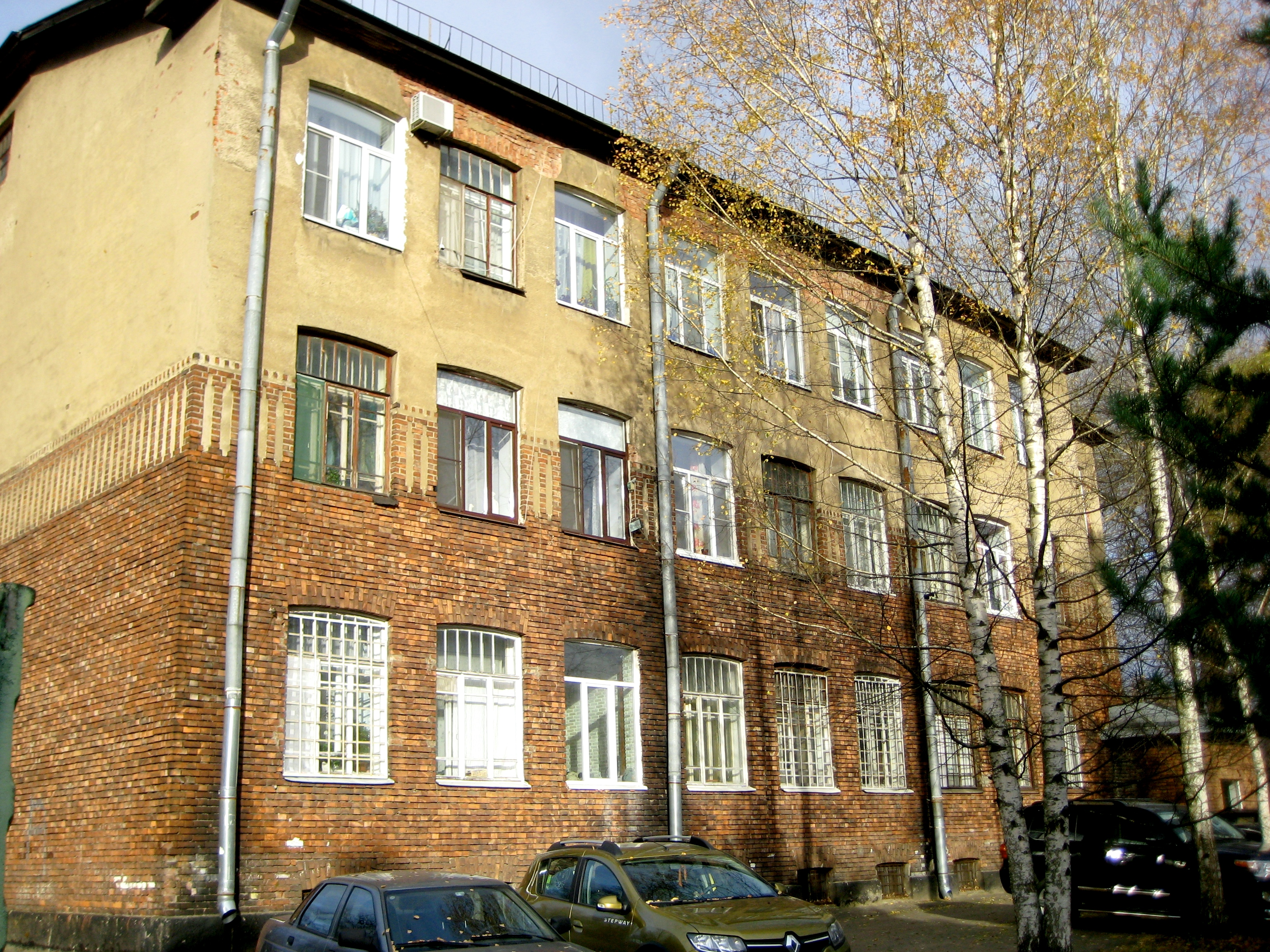
Здание гимназии
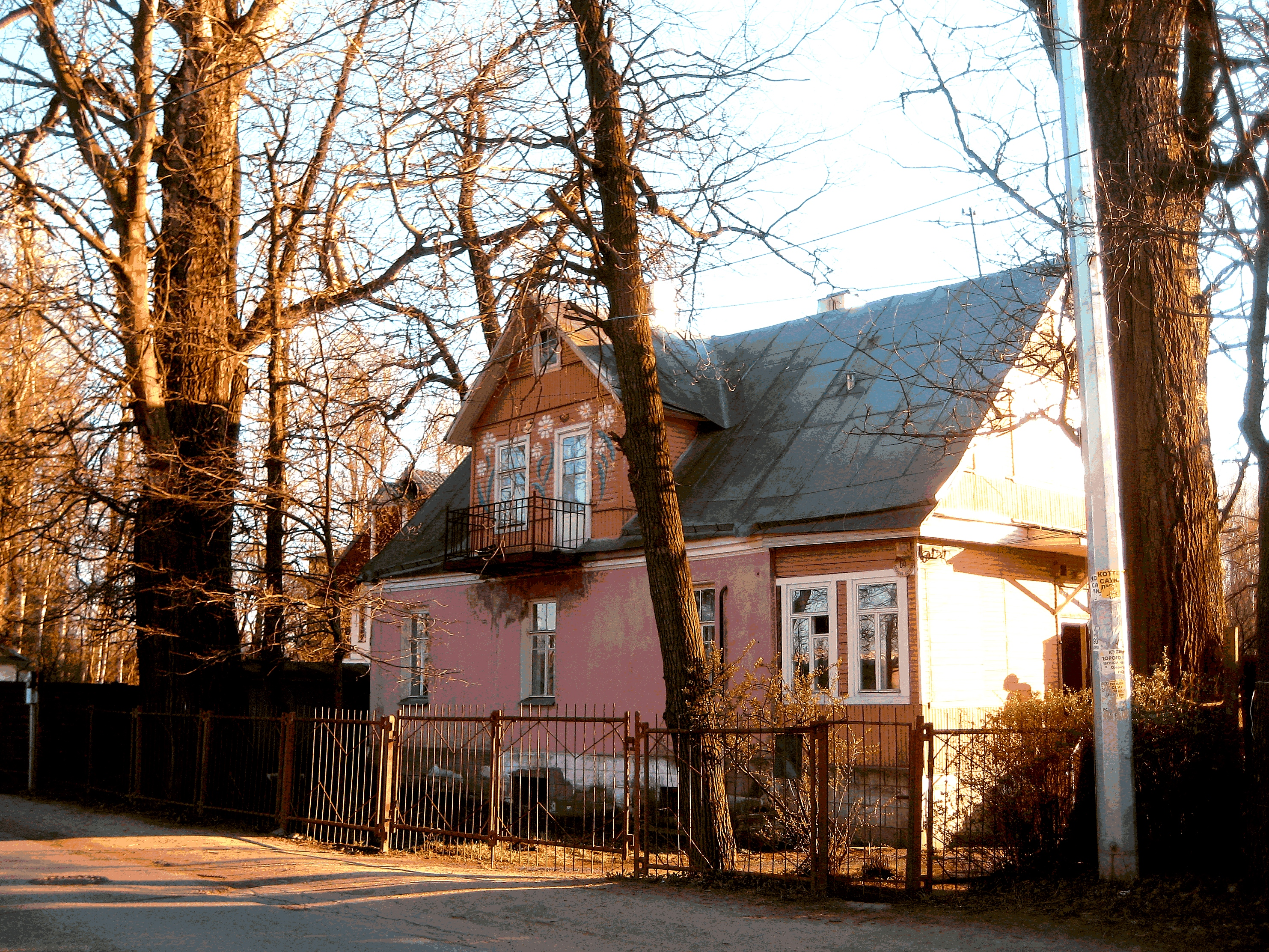
Дом И.М. Типикина
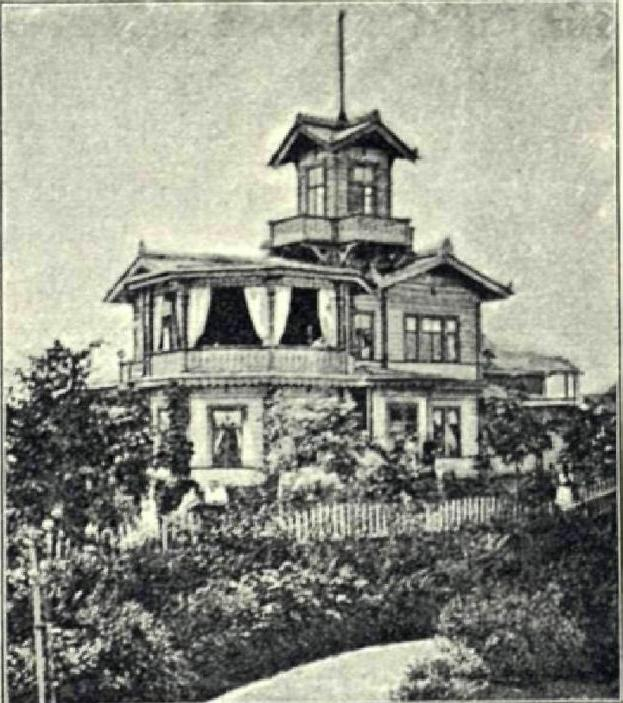
Дача лейб-окулиста Н. И. Тихомирова в Озерках
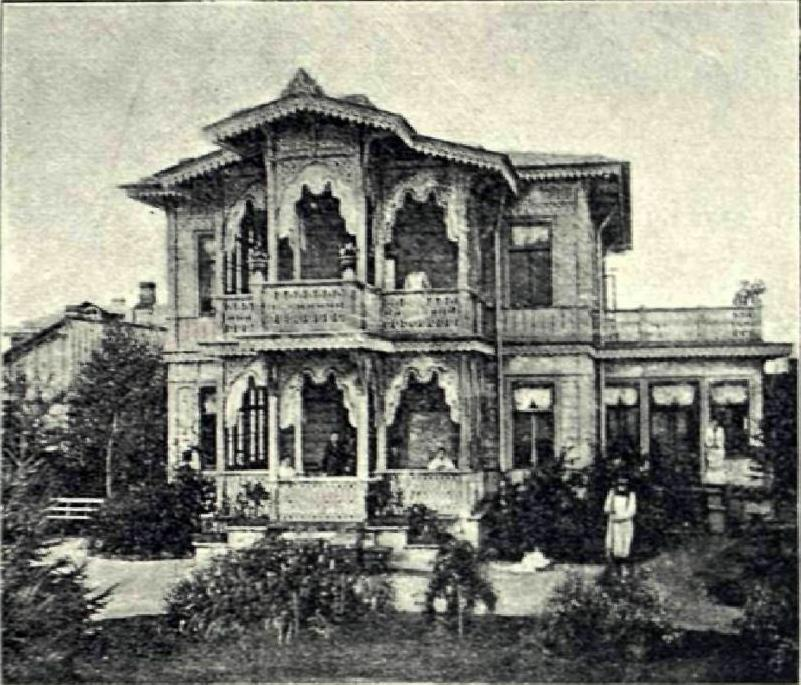
Дача тайного советника В. Н. Тукмачёва в Озерках.jpg
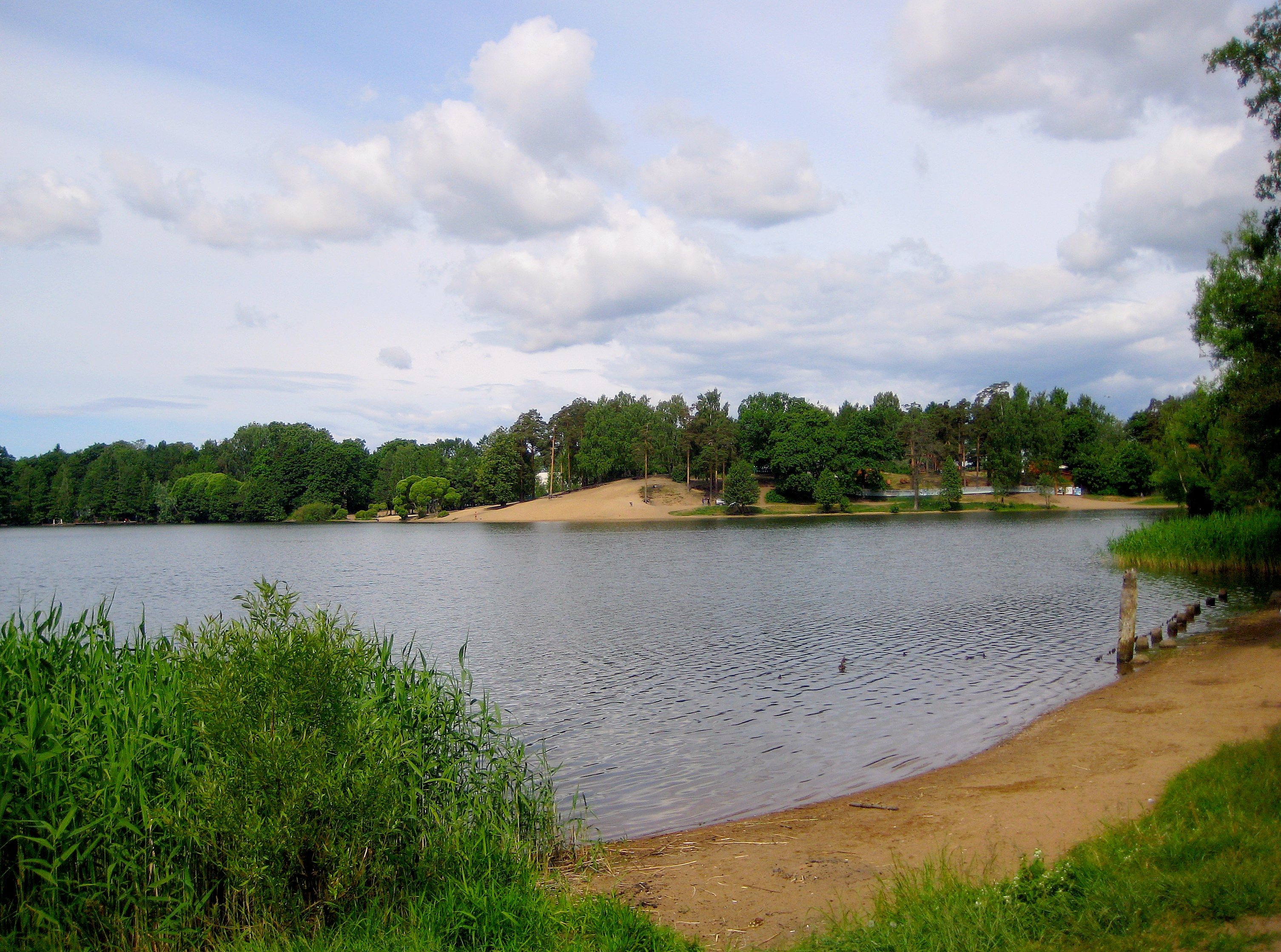
Верхнее Суздальское озеро со стороны Большой Озерной

## Транспорт
Ближайшая к Большой Озёрной улице станция метро — «Озерки» 2-й (Московско-Петроградской) линии. По части улицы от Поклонногорской до Приморской улиц пролегает трасса 38 автобусного маршрута.

## Пересечения
- Поклонногорская улица
- Ушковская улица
- Малая Озёрная улица
- Большая Десятинная улица
- Онежский проезд
- Приморская улица
- Елизаветинская улица